# Yongxing Lisuzu Xiang
Yongxing Lisuzu Xiang (kinesiska: 永兴, 永兴傈僳族乡) är en socken i Kina. Den ligger i provinsen Yunnan, i den sydvästra delen av landet, omkring 250 kilometer nordväst om provinshuvudstaden Kunming. Antalet invånare är 13 518. Befolkningen består av 6 287 kvinnor och 7 231 män. Barn under 15 år utgör 18,0 %, vuxna 15-64 år 72 %, och äldre över 65 år 9,0 %.
Genomsnittlig årsnederbörd är 1 136 millimeter. Den regnigaste månaden är juli, med i genomsnitt 345 mm nederbörd, och den torraste är mars, med 1 mm nederbörd.